# Ulrich Olshausen
Ulrich Olshausen (auch: Uli Olshausen; * 17. August 1933 in Neuenbürg; † 30. November 2024 in Frankfurt am Main) war ein deutscher Musikwissenschaftler, Jazz-Journalist und Musikproduzent.

## Leben
Olshausen begann nach dem Abitur in Frankfurt 1953 ein Studium als Fagottist an der Musikhochschule Frankfurt, entschied sich aber dann für eine Tontechniker-Ausbildung, die er von 1955 bis 1957 am Rundfunktechnischen Institut in Nürnberg absolvierte. Sein anschließendes Studium der Musikwissenschaft an der Johann Wolfgang Goethe-Universität in Frankfurt schloss er 1963 mit einer Doktorarbeit über das lautenbegleitete Sololied der Shakespeare-Epoche ab.

## Wirken
Anschließend arbeitete Olshausen als Journalist für die Frankfurter Allgemeine Zeitung und schrieb Konzert- und Schallplattenbesprechungen im Bereich Jazz, Folklore, Pop, war aber auch als Tontechniker beim Hessischen Rundfunk (hr) tätig. 1967 übernahm Olshausen (bis 1999) die neu gegründete Jazz-Redaktion des hr. Neben der Moderation und Betreuung von wöchentlichen Jazzsendungen für den Hörfunk war er auch für die Produktionen des seit 1958 bestehenden hr-Jazzensembles verantwortlich. Außerdem wurde er einer der verantwortlichen Organisateure des 1953 von Horst Lippmann gegründeten Deutschen Jazzfestivals, das der Sender nach dem Rückzug der Konzertagentur Lippmann + Rau 1984 fortan allein ausrichtete.
Weiterhin moderierte Olshausen auch mehrere Jahrzehnte lang wöchentlich die Sendung Folktime im Südwestfunk und gehörte der Jury des Preises der deutschen Schallplattenkritik und dem Programmbeirat des Goetheinstituts an. Aufgrund seiner zahlreichen Tätigkeitsfelder war Olshausen ein einflussreicher Musikjournalist und Musikfunktionär der deutschen Jazzszene in den 1980er und 90er Jahren. Auch nach seiner Pensionierung 1999 war er weiterhin als Journalist tätig.